# Ольманські болота (заказник)
Ольманські болота (біл. Альманскія балоты) — ландшафтний заказник республіканського значення на території Столинського району, Берестейська область, Білорусь. Заснований у 1998 році з метою збереження унікальних ландшафтів Прип'ятського Полісся з комплексом рідкісних і зникаючих видів тварин і рослин.
Площа заказника становить 94 219 га, і включає заплави річок Ствига, Льва та найбільший в Європі суцільний болотний комплекс (болота Червоне та Гала). Комплекси алювіальних терасованих, болотистих і вторинно-льодовикових ландшафтів Полісської провінції. Торф'яно-болотні, дерново-підзолисті, глинисті ґрунти тощо.
Площа лісів складає 49,8% території. Флора включає 687 видів судинних рослин, в т.ч. 12 у Червоній книзі: сон лучний, латаття біле, півники сибірські, шавлія лучна, сальвінія плавуча, лілія кучерява та ін. Тваринний світ налічує 225 видів комах, 12 занесені до Червоної книги; 192 види наземних хребетних, в т.ч. 31 — у Червоній книзі: рись, борсук, нічниця ліщинова, вусач, бугай водяний, лелека чорний, змієїд, орлан-білохвіст, зимородок звичайний, дятел зелений, болотяна черепаха, мідянка та ін.